# Strada statale 363 di Guardiagrele
La ex strada statale 363 di Guardiagrele (SS 363), ora strada provinciale 215 ex SS 363 - di Guardiagrele (SP 215), è una strada provinciale italiana, il cui percorso si snoda in Abruzzo.

## Percorso
La strada ha origine dalla ex strada statale 84 Frentana in località Croce di Sant'Eusanio, a metà strada tra Castel Frentano e Sant'Eusanio del Sangro. La strada segue il percorso della diramazione Crocetta-Ortona della linea ferroviaria Sangritana, fino alla stazione di Guardiagrele dove si innesta la ex strada statale 538 Marrucina. Il tracciato continua in direzione ovest, raggiungendo la strada statale 81 Piceno Aprutina, da dove si distacca all'altezza del bivio per Guardiagrele.
Dopo aver attraversato il centro abitato, la strada punta nuovamente verso ovest raggiungendo la località di Bocca di Valle dove termina innestandosi sulla ex strada statale 263 di Val di Foro e di Bocca di Valle.
In seguito al decreto legislativo n. 112 del 1998, dal 2001 la gestione è passata dall'ANAS alla Regione Abruzzo che ha provveduto al trasferimento dell'infrastruttura al demanio della Provincia di Chieti.